# Scandinavia and the World
Scandinavia and the World (dansk: Skandinavien og Verden; fork. SatW) er en engelsk-sproget onlinetegneserie, der handler om forholdene i og imellem verdens lande. Tegneserien er skabt af en dansker under pseudonymet Humon.
Tegneseriens figurer er alle personificering af lande eller andre geografiske områder. De fleste lande har en mandlig repræsentation - Brother - men de kan også være repræsenteret af en kvinde - Sister.  Derudover bliver visse områder portrætteret som børn eller mere uformeligt. Enkelte gange har det vist sig, at landsdele repræsenterer hele stater.

## Udvalgte figurer
| Område  | Figur(er) | Kendetegn                                                                       |
| ------- | --- | ------------------------------------------------------------------------------- |
| Danmark | Brother Denmark / Sjælland Sister Denmark Jylland (mandlig) Fyn (kvindelig) Bornholm (mandlig) Christiania (barn) | Brother Denmark ses ofte med en øl.                                             |
| Norge   | Brother Norway Sister Norway                                                                                      | Brother Norway ses ofte med en fisk.                                            |
| Sverige | Brother Sweden Sister Sweden Scania (barn)                                                                        | Brother Sweden går med briller. Sister Sweden har meget store bryster og læber. |